# Polar Bear Pass
Polar Bear Pass är ett bergspass i Kanada.   Det ligger i territoriet Nunavut, i den norra delen av landet, 3 500 km nordväst om huvudstaden Ottawa. Polar Bear Pass ligger 87 meter över havet.
Terrängen runt Polar Bear Pass är huvudsakligen platt, men åt nordost är den kuperad. Trakten runt Polar Bear Pass är nära nog obefolkad, med mindre än två invånare per kvadratkilometer.. Det finns inga samhällen i närheten.
Trakten runt Polar Bear Pass består i huvudsak av gräsmarker.